# Gobierno de Miguel Iglesias
Se conoce como Gobierno de Miguel Iglesias —o Gobierno Regenerador de la República Peruana— al período de la historia republicana del Perú correspondiente con el ejercicio del general Miguel Iglesias de la jefatura de Estado en la fase media baja de la Guerra del Pacífico; esto es desde su subida al poder por designación de la asamblea constituyente en 1882 hasta su huida del país en la guerra civil peruana de 1884-1885. Su amplia trayectoria durante la Guerra del Pacífico y su controvertida protección por parte de Chile ha llevado a algunos historiadores a considerarlo como un gobierno títere ya que en su gobierno se firmó el Tratado de Ancón, donde Perú cedió territorio a Chile.

## Coyuntura previa
Miguel Iglesias participó activamente en la Guerra del Pacífico. Luego de la declaratoria de guerra de Chile al Perú en 1879, en este mismo año organizó un batallón de tres mil hombres y junto a ellos se trasladó a Lima para apoyar a Nicolás de Piérola en el Golpe de Estado que le daría al vicepresidente Luis La Puerta, quien había asumido la Presidencia Interina de la República debido al viaje al extranjero de Mariano Ignacio Prado (Basadre 1969: 460). Inmediatamente después, Iglesias fue designado Ministro de Guerra y Marina por el gobierno dictatorial inaugurado por Piérola. Se hizo cargo de la reorganización de las fuerzas armadas, tras la derrota de los ejércitos del Sur, iniciando los preparativos de la defensa de Lima, ante la proximidad del ejército chileno. Iglesias participó en la batalla de San Juan y Chorrillos, cayendo prisionero en esta última. Sin embargo, fue liberado por las tropas chilenas y se retiró a su Fundo Udima en Cajamarca.
En 1882 Iglesias sería nombrado Jefe Superior Político y Militar del Norte por el gobierno de Lizardo Montero instalado en Huaraz. Montero había asumido la presidencia debido a la deportación a Chile de Francisco García Calderón, quien a su vez había sido nombrado Presidente Provisional luego de que Piérola se trasladara a Ayacucho tras la ocupación de Lima (Basadre 1969: 461). En julio de ese mismo año, que enfrentó a las tropas chilenas que había avanzado por la costa hacia Cajamarca. Obtuvo una victoria en la batalla de San Pablo; sin embargo, la escasez de recursos no le permitió mantener las posiciones ganadas y el departamento de Cajamarca acabó por ser ocupado y saqueado por los chilenos

## Aspecto político

### Toma de mando
El 31 de agosto de 1882, emitió el célebre Manifiesto de Montán exigiendo la paz, aún con cesiones territoriales. En este documento expresa que era imposible vencer a Chile, y que, por lo tanto, habían solo dos alternativas: la ocupación indefinida chilena o el reconocimiento valeroso de la derrota. Desconoció el gobierno de Lizardo Montero (Medina 1989: 1983) y se autoproclamó Jefe Supremo; autorizó el inicio de conversaciones con el enemigo  y convocó una Asamblea, denominada “Asamblea del Norte”, en Cajamarca el 16 de septiembre para obtener su respaldo. A pesar del rechazo de Lizardo Montero, Andrés Avelino Cáceres y Francisco García Calderón, la asamblea se reunió el 8 de diciembre en juntas preparatorias y se instaló el 25, con facultades extraordinarias de representantes provinciales de Piura, Cajamarca, Amazonas, Loreto, Lambayeque, La Libertad y Ancash; y fue presidida por Vidal García y García (Medina 1989: 1983).
Por ley del 30 de diciembre la Asamblea de Montán estableció el Poder Ejecutivo, con un jefe responsable que lo presidiría con la denominación de Presidente Regenerador de la República y un ministerio igualmente responsable. La Asamblea el 1 de enero de 1883 designó a Iglesias Presidente Regenerador, y acordó ajustar la paz con Chile mediante un tratado que debía ser aprobado por un Congreso Constituyente (Medina 1989: 190).
Inicialmente, Chile desconfiaba del gobierno de Iglesias, pero en febrero de 1883, Patricio Lynch recibió la orden del presidente chileno Domingo Santa María para que reforzara el mando de Miguel Iglesias en el norte convencido de que con éste sí se podría firmar la paz según sus demandas, y que Lizardo Montero y Francisco García Calderón no aceptarían la cesión de tierras. Había así a fines de 1882 dos gobiernos simultáneos, con lo cual se agudizaba más la precaria situación política del país (Medina 1989: 190).

### Tratado de Ancón
El 3 de mayo de 1883 la base del Tratado de Ancón ya estaba acordada entre Patricio Lynch y Miguel Iglesias, quien firma este convenio inicial desde Cajamarca. Sin embargo, la firma definitiva de este  tratado tropezaba con un escollo: Cáceres y el ejército de la resistencia. Los chilenos decidieron entonces eliminar a Cáceres y evitar cualquier peligro que impidiera la firma de la paz (Medina 1989: 191).  El 10 de julio de 1883 se desarrolló la batalla de Huamachuco, en la que se derrota a Cáceres y, de esta manera, había sido minimizado lo suficiente como para no cuestionar su autoridad. Para este momento, Montero, en abril, había reunido en Arequipa un Congreso que aprobó una ley para acelerar los aprestos bélicos y activar las operaciones militares para que Chile cediese sus exageradas pretensiones. Sin embargo, el congreso se clausuró el 20 de julio de 1883 si aportar nada nuevo en el aspecto político militar y sin lograr el reconocimiento de Chile que había sido ya dado a Iglesias (Medina 1989: 192).
Tras la victoria de Huamachuco, el 20 de octubre de 1883 terminó en Ancón la discusión de los términos de la paz y se firmó tratado por el cual el Perú cedió a Chile la provincia de Tarapacá y concedió en posesión por 10 años las provincias de Tacna y Arica. Cáceres no reconoció el tratado, y, en Arequipa, el gobierno de Montero, a los pocos días de la firma del tratado de paz, tuvo que enfrentar una sublevación popular mientras los chilenos se hallaban a las puertas de la ciudad. Montero por su parte, tuvo que salir de Arequipa para evitar la destrucción de la ciudad. Los notables de la ciudad, entonces, suscribieron en Paucarpata un acta de rendición (Medina 1989: 193).
Una vez firmado el Tratado de Ancón, el 11 de marzo de 1884 la Asamblea Constituyente aprobó el Tratado. Iglesias marchó hacia Lima para asumir el gobierno del país, al ser ungido por la Asamblea como Presidente Provisorio. (Basadre pp. 462).
Aun cuando el presidente Iglesias ostentaba el cargo de manera constitucional, no consiguió el apoyo de lo que quedaba de la elite peruana, quienes más bien trataban de acercarse a Cáceres. Este grupo estaba formando mayoritariamente por antiguos miembros del Partido Civil, con un ánimo de recuperar la doctrina anterior y restablecer un gobierno civil en la república (Basadre pp. 464).

### Presidente Provisional
De acuerdo de la Asamblea Constituyente de 1884, Iglesias ya debía retirarse del gobierno y llamar a elecciones. Sin embargo, este prefirió permanecer en el poder y exigir el sometimiento incondicional de Cáceres. Por su parte, Cáceres procedió a proclamarse Presidente el 16 de julio de 1884, argumentando el quiebre del orden constitucional.
Las fuerzas de Iglesias y Cáceres en un primer momento se enfrentaron en Lima y después en Trujillo. Ante sus derrotas en la costa norte, Cáceres se retiró al centro sur: Cuzco, Arequipa, Apurímac y Ayacucho, donde pudo reorganizar su ejército para volver a atacar.
Para 1885, después de un enfrentamiento en la sierra central y otra derrota en Lima el 3 de diciembre de 1885, Iglesias renunció a la presidencia. Antonio Arenas, Presidente del Consejo de Ministros, asumió la Presidencia, dando paso a una transición constitucional. Iglesias partió al exilió en España. Regresó al ser elegido como senador de Cajamarca, pero no pudo asumir esa función pues falleció en 1909.

## Autoridades del gobierno

### Congreso Constituyente de 1883
Luego de su proclamación como presidente del Perú, convocó a un Congreso Constituyente el 25 de diciembre de 1882 en el  que lo eligen y  legitiman como Presidente Regenerador del Perú hasta 1 de marzo de 1884. En dicho Congreso se tuvo representantes de 10 departamentos del Perú (Amazonas, Ancash, Cajamarca, La Libertad, Lambayeque, Lima, Loreto, Piura, San Martín, Tumbes) de los cuales hubo 34 titulares.
En el mismo año se instaló en Arequipa el Congreso de la República del Perú con 64 diputados, quienes fueron representantes de Ancash, Apurímac, Arequipa, Ayacucho, Cusco, Huancavelica, Huánuco Junín, Lima, Moquegua, Pasco, Puno y Tacna.

### Congreso Constituyente de 1884
Luego de su gobierno Renovador que duró 1 año y 2 meses, se convoca a un nuevo Congreso Constituyente el 1 de marzo de 1884. En el cual se le asigna el nuevo cargo de Presidente Provisional del Perú, pues debía de culminar su cargo y convocar a elecciones generales. El Congreso de 1884 tuvo como representantes a todos los departamentos actuales del Perú menos Ucayali y Madre de Dios. Siendo un total de 193 representantes, de los cuales 105 son titulares y 88 suplentes.

### Ministros del Gobierno
La información es escasa en torno al Poder Ejecutivo del gobierno de Miguel Iglesias. Algunos de ellos fueron:
- Ministerio de Economía:

- Lorenzo Iglesias, asumió el cargo desde el 3 de enero de 1883 hasta el 14 de septiembre de 1883
- Elías Malpartida, asumió el cargo desde el 15 de septiembre de 1883 hasta el 19 de noviembre de 1883.
- Manuel Galup, asumió el cargo desde 20 de noviembre de 1883 hasta el 2 de diciembre de 1885.
- Ministerio de Justicia:

- Manuel Antonio Barinaga, asumió el cargo desde el 27 de agosto de 1883 hasta el 6 de marzo de 1884.
- Mariano Castro Zaldívar, asumió el cargo desde el 7 de marzo de 1884 hasta el 13 de mayo de 1885.
- Manuel Tovar y Chamorro, asumió el cargo desde el 14 de mayo de 1885 hasta el 3 de diciembre de 1885.
- Ministerio de Relaciones y Exteriores

- Francisco Flores Chinarro, asumió el cargo desde el 5 de enero de 1883 hasta el 14 de septiembre de 1883.
- José Antonio de Lavalle, asumió el cargo desde el 15 de septiembre de 1883  hasta el 16 de septiembre de 1883.
- Elías Malpartida, asumió el cargo desde el 16 de septiembre de 1883 hasta el 22 de octubre de 1883.
- José Antonio de Lavalle, retomó el cargo desde el 23 de octubre de 1883  hasta el 19 de enero de 1884.
- Eugenio Larrabure y Unanue, asumió el cargo desde el 20 de enero de 1884 hasta el 20 de marzo de 1884.
- Mariano Castro Zaldívar, asumió el cargo desde el 21 de marzo de 1884 hasta el 8 de abril de 1884.
- Baltazar García Urrutia, asumió el cargo desde el 9 de abril de 1884 hasta el 3 de diciembre de 1885

### Oficial mayor del Congreso
La Oficialía Mayor es el máximo órgano del servicio parlamentario del Congreso. Está a cargo de un funcionario denominado Oficial Mayor del Congreso, quien responde ante el presidente por la marcha y los resultados de las dependencias y el personal del servicio parlamentario. Le corresponde, con este fin, la dirección, supervisión y control, directos o por delegación, de todas las actividades del servicio parlamentario dedicadas a preparar, asistir, apoyar y facilitar las tareas orgánicas y funcionales de los congresistas.  
El Oficial Mayor del Congreso de la República del Perú fue Juan Fernando Erasmo Gazzani García del Real, quien asumió el cargo en el periodo de 1881-1884 y luego retomó el cargo en el periodo de 1889-1895.

## Aspecto económico
Luego del boom de la era del guano en la República del Perú, que comprendió desde 1840 hasta 1878, aconteció la Guerra del Pacífico, la que provocó la desaparición de la minería no metálica y una caída abrupta del producto en las industrias extractivas, cuya producción desciende hasta un 95.94%. Siendo así que desde la toma de mando de Miguel Iglesias, una de las preocupaciones más importantes era recomponer el paupérrimo sistema económico en el que se encontró el Perú luego de la guerra. La recuperación se inicia cuando las tropas chilenas abandonan el Perú, luego de firmada la paz con el Tratado de Ancón (Seminario 2015: 205).
El inicio de la economía de la posguerra fue con la explotación de los pocos yacimientos de guano que aún quedaban, y de igual manera, con la explotación de materias primas. Siendo ello un mecanismo que perduró hasta el término del siglo XIX. Además la gran parte de las ganancias recaudadas fueron destinadas al pago de la deuda externa que había contraído el Perú con el Contrato Grace y la construcción del Ferrocarril Central. Siendo este último mecanismo que ayudó a la explotación de las materias primas, sirvió como estrategia de enclave. 
El periodo del presidente Iglesias fue un punto de cambio para la economía peruana, pues fue en su gobierno que empezó una tendencia al crecimiento del Producto Bruto Interno (Seminario 2015: 209).

## Aspecto social
El desgarramiento político y social, junto con la destrucción el aparato productivo nacional, debido a los innumerables cupos de guerra, los interminables meses de ocupación y resistencia, y la amputación territorial de la costa sur del país, fue el balance final de una guerra que había contribuido a abrir, aún más, las brechas sociales, políticas, económicas y regionales, que tradicionalmente habían dividido al país (McEvoy 1997: 222).
El conflicto clasista que ya se había evidenciado durante la campaña electoral de 1878, y llevado a sus límites en “La Comuna” limeña de 1881, unido a la exacerbada fragmentación regional, evidenciaban que la salida de los chilenos del territorio peruano no significaba el fin de los problemas nacionales. Como consecuencia se hizo visible el fracasado todos los intentos políticos de construcción  de un Estado, encabezados por la clase dirigente peruana. Además de esto, también se había perdido las bases materiales y de legitimidad simbólica, que, supuestamente, deberían de servir de sustento para la organización nacional peruana (McEvoy 1997: 223).
El restablecimiento del tributo indígena provocó la rebelión de Huaraz (Áncash) en 1885. 

## Aspecto internacional
El gobierno de Iglesias fue legitimado por Chile. Este reconocimiento incluía también ayuda económica y militar, con el objetivo de que venza a Cáceres, consolide su régimen y se pueda llegar a firmar el Tratado de Paz con cesión territorial. Sin embargo, esto no fue bien visto en parte a nivel internacional. Un documento titulado “La Traición de Iglesias” publicado en Guayaquil en 1884 evidencia dicho rechazo. En este documento se dice que el gobierno de Iglesias fue impuesto por el ejército chileno para que estuviese acorde con sus intereses. Además, se dice que podía ser considerado un “traidor a la patria” por cualquier legislación del mundo por cinco razones: entregó territorio peruanos; había concertado con el “enemigo” en contra del Gobierno Nacional, permitió directa o indirectamente la toma de distintas ciudades y de tropas peruanas por parte del ejército chileno para que les impusiesen cupos u otros daños; había proporcionado información necesaria para dañar al país; y convenció a sus compatriotas a que siguieran sus lineamientos y se enfrentó a los que no lo hacías, a los que el autor llama verdaderos patriotas (s/a 1884: 15, 16).

## Decretos promulgados por el Gobierno
En 1884, el gobierno regenerador dio un Reglamento de Contabilidad General por el cual las cajas fiscales de la República eran las únicas encargadas de administrar los fondos públicos y, en consecuencia, todo lo que recaudara debía ingresarse en ellas cualquiera fuera su procedencia y destino. Así las sumas recolectadas en las capitanías por derecho de aduana y otras que periódicamente se remitirían a la Comandancia General de los tercios navales, debían ponerse a disposición de la caja fiscal del Callao.
En setiembre, el gobierno decretó que siendo necesario determinar el valor y número del armamento, todo contrato de vestuario, equipo, etc. y su aceptación, debía ser remitida al Ministerio  de Hacienda. Sin embargo, pese a todas estas medidas administrativas, entre 1883 y 1885 no hubo presupuesto general de la República sometido a la aprobación del Congreso.
Asimismo, el gobierno de Iglesias no presentó ningún plan de nueva estructuración de la Hacienda Pública y del sistema tributario, solo se crearon pequeñas contribuciones y se aumentaron las tasas de aduanas. La mayor parte de los egresos se destinó a gastos del ejército permanente y del material de guerra, debido a que Iglesias libraba aún una guerra contra el ejército constitucional de Cáceres (Medina 1989: 193)